# Oreophrynella macconnelli
Oreophrynella macconnelli és una espècie d'amfibi que viu a Veneçuela, Guaiana i, possiblement també, al Brasil.